# Лаптев, Владимир Валентинович
Влади́мир Валенти́нович Ла́птев (род. 9 ноября 1948, Ленинград) — советский и российский специалист в области теории и методики обучения. Заслуженный деятель науки РФ (1998), академик государственной академии наук «Российская академия образования» (2000), доктор педагогических наук (1990), кандидат физико-математических наук (1978), профессор (1991). С 1990 по 2016 год — проректор по научной работе, с 2016 года — первый проректор Российского государственного педагогического университета имени А. И. Герцена. С 2015 по 2019 год — вице-президент Российской академии образования.

## Биография
Родился 9 ноября 1948 года в Ленинграде. Окончил в 1971 году факультет физики Ленинградского государственного педагогического института имени А. И. Герцена (ЛГПИ им. А. И. Герцена) по специальности «физика на английском языке». В 1971—1972 годах служил в Советской армии, в 1972—1974 годах работал младшим научным сотрудником лаборатории широкозонных полупроводников ЛГПИ им. А. И. Герцена. С 1974 по 1977 год учился в аспирантуре кафедры физической электроники по специальности «физика полупроводников и диэлектриков». Защитил диссертацию кандидата физико-математических наук по теме «Получение и исследование тонких окисно-свинцовых рентгенорезисторных и рентгеновидиконных слоев».
С 1977 год — ассистент, 1980 год — доцент ЛГПИ им. А. И. Герцена. В 1989 году окончил докторантуру ЛГПИ, в 1990 году присуждена учёная степень доктора педагогических наук (тема диссертации «Теоретические основы методики использования современной электронной техники в обучении физике»). С 1990 года — профессор, проректор по научной работе ЛГПИ (РГПУ им. А. И. Герцена).
В 1981—1989 годах — автор и ведущий цикла учебных телепередач на Ленинградском телевидении «Практическая электроника — школьникам», «Цифровая электроника», «С микрокалькулятором в школе и дома». Автор рубрики «Электроник» в детском журнале «Костёр».
С 1993 по 2016 год являлся членом экспертного совета ВАК РФ по педагогике и психологии. С 2016 по 2019 год — член Президиума Высшей аттестационной комиссии при Министерстве образования и науки Российской Федерации.
С 1992 года — член-корреспондент Российской академии образования (РАО). В этом же году Указом Президента РФ за большой вклад в развитие науки присвоено почётное звание «Заслуженный деятель науки Российской Федерации». В 2000 году избран действительным членом РАО, в 2015 году — вице-президентом РАО.
Главный редактор научных журналов «Известия РГПУ им. А. И. Герцена», «Университетский научный журнал», «Научное мнение», входящих в Перечень российских рецензируемых журналов и изданий, в которых должны быть опубликованы основные научные результаты диссертации на соискание ученых степеней доктора и кандидата наук. Руководитель научно-педагогической школы «Проблемы подготовки и аттестации научно-педагогических кадров», входящей в реестр ведущих научных и научно-педагогических школ Санкт-Петербурга (2013). Член Президиума Федерального учебно-методического объединения «Образование и педагогические науки», председатель Координационного совета Минобрнауки РФ по образовательной области «Образование и педагогические науки», заместитель председателя национального аккредитационного совета Национального центра общественно-профессиональной аккредитации.
Научная работа В. В. Лаптева связана с проблемами фундаментальной подготовки и аттестации специалистов в области информатики в условиях многоуровневого университетского образования, а также совершенствованием системы подготовки кадров высшей квалификации — кандидатов и докторов наук.
Женат, имеет дочь.

## Труды
Автор более 200 научных работ в области физики, теории и практики образования, в том числе более 30 монографий и учебных пособий, в числе которых:
- Физика и компьютер. Л. Издательство ЛГУ, 1989. — 328 с.
- Методическая система фундаментальной подготовки в области информатики: Теория и практика многоуровневого педагогического университетского образования. СПб. Издательство СПБГУ, 2000. — 508 с.
- Методическая теория обучения информатике. Аспекты фундаментальной подготовки. СПб. Издательство СПБГУ, 2003. — 352 с.
- Подготовка и аттестация кадров высшей квалификации в области гуманитарных и общественных наук. Анализ опыта университетов Европы и России. СПБ. Издательство СПБГУ, 2006. — 168 с.
- Информационная методическая система обучения физике в школе: Монография. СПб. Издательство РГПУ, 2003. — 408 с.
- Интеграционные процессы и гуманитарные технологии: междисциплинарный аспект исследования научного образования в европейских университетах. СПб. Издательство «Книжный дом», 2007. — 272 с.
- Современные диссертационные исследования в сфере образования: гуманитарные основания оценки качества. — СПб. Издательство «Книжный дом», 2008. — 224 с.
- Индекс Хирша в Российском индексе научного цитирования // Вопросы образования. 2014. № 1. С. 241—262.
- An Academic Degree in Russia: Reality and Perspectives // Russian Education and Society. 2015. T. 57. № 10. P. 838 −857.
- Преемственность уровневого образования в области физики в педагогическом вузе // Известия РГПУ им. А. И. Герцена. 2015. № 174. С. 7 — 16.
- Организация облачного ресурса интеллектуального анализа данных // Информатизация образования и науки. 2015. № 1 (25). С. 100—115.
- Совершенствование качества диссертационных исследований по педагогическим и психологическим наукам // Известия РГПУ им. А. И. Герцена. 2015. № 177. С. 5 — 16.
- Версии рейтингов российских научных журналов по направлению «образование» // Высшее образование в России. 2016. № 7 (203). С 5 — 16.
- Совершенствование качества подготовки и аттестации кадров высшей квалификации по педагогическим наукам/ Педагогика. 2017. № 7. С.3-11
- Информационные технологии — вызовы современному образованию/ Научное мнение. 2018. № 2. С.10-18
- Интеграция в современном образовании: проблема взаимосвязи дидактики и методики обучения/ Известия РГПУ им. А. И. Герцена. 2019 № 192. С.7-18

## Награды
- Значок «Отличник народного просвещения» (1995);
- Медаль К. Д. Ушинского за заслуги в области педагогических наук (2005);
- Медаль «Лауреат ВВЦ» (2005);
- Памятная медаль «За вклад в информатизацию общества» (2006);
- Почетный диплом Законодательного собрания Ленинградской области (2006);
- Золотая медаль «За достижения в науке» (2007);
- Медаль «Лауреат премии правительства Санкт-Петербурга» (2007);
- Диплом лауреата премии Правительства Российской Федерации в области образования (2009);
- Медаль ордена «За заслуги перед отечеством» II степени (2010)
- Медаль ордена «За заслуги перед отечеством» I степени (2018)